# Monja coronada
La monja coronada (Neoxolmis coronatus) és un ocell de la família dels tirànids (Tyrannidae) que fins a l'any 2020 era inclosa en el gènere Xolmis. És nativa del centre sud d'Amèrica del Sud.

## Distribució i hàbitat
Es reprodueix al centre de l'Argentina (San Luis, sud de Mendoza, La Pampa, sud de Buenos Aires, Riu Negro); migra cap al nord fins el centre de Bolívia (oest de Santa Cruz), oest de Paraguai, Uruguai i extrem sud-oest de Brasil (oest de Rio Grande do Sul).
Aquesta espècie és considerada poc comú en el seu hàbitat natural, les àrees obertes i semiobertes amb matolls secs i arbres baixos, principalment baix dels 1500 m d'altitud.

## Sistemàtica
L'espècie N. coronatus va ser descrita per primera vegada pel naturalista francès Louis Jean Pierre Vieillot el 1823 sota el nom científic Tyrannus coronatus; la localitat tipus és «Paraguai i Riu de la Plata».

### Etimologia
El nom genèric Neoxolmis és una combinació de la paraula del grec antic «neus» que significa “nou”, i del gènere Xolmis; i el nom de l'espècie «coronatus» en llatí significa “coronat”.

### Taxonomia
Aquesta espècie va estar tradicionalment col·locada en el gènere Xolmis. Els estudis genètics recents d'Ohlson et al. (2020) i Chesser et al. (2020) van concloure que el gènere Xolmis no era monofilètic, la qual cosa va conduir a profunds canvis taxonòmics en el gènere. Van trobar que la present espècie és propera de Neoxolmis rufiventris i la llavors denominada Xolmis rubetra, per la qual cosa la present, rubetra i X. salinarum van ser transferides al gènere Neoxolmis. El canvi taxonòmic va ser aprovat a la Proposta No 885 al Comitè de Classificació de Sud-americà (SACC). Amb base en la profunda diferència genètica i en les significatives diferències de plomatge, N. coronatus podria merèixer un gènere propi. Tanmateix, aquest canvi de gènere encara no ha estat aprovat pel Manual dels Ocells del Món (HBW) i Bridlife International (BLI)
És monotípica.